# Василий Чуйков
Васѝлий Ива̀нович Чуйко̀в (на руски: Васи́лий Ива́нович Чуйко́в) е съветски военачалник. Маршал на Съветския съюз (1955), два пъти Герой на СССР (1944 и 1945).
Роден е на 12 февруари 1900 г. в село Серебряние Пруди на Тулска губерния. Получава образованието си във военно-инструкторски курс на престижната съветска Военна академия „Фрунзе“ (1925) и в Източния факултет на академията (1927), както и в курсове на Академията за бронетанкови и механизирани войски (1936).
През 1917 година става червеноармеец в учебен минен отряд. От април 1919 г. е войник в Червената армия и участва в потушаване на метежи в Москва. От 1918 г. е помощник-командир на рота. Чуйков е служил в силите, командвани от комисар Йосиф Сталин. По ирония на съдбата първата му битка е свързана с превземането на Царицин, старото име на Сталинград (днешен Волгоград).
Битката за Царицин и последвалият разгром над Бялата армия са крайъгълни камъни в кариерата на Сталин, който по-късно става съветски диктатор. През 1925 Царицин е преименуван на Сталинград. Чуйков се отличава в превземането на Царицин и за една година успява да стане член на Комунистическата партия и командир на полк в Червената армия. В годините, последвали Гражданската война в СССР, той се завръща към образованието си.
Чуйков е един от оцелелите офицери в съветската армия при чистките, организирани от Сталин.
През 1939 г., Чуйков служи в полската кампания на Съветския съюз, когато червената армия превзема Източна Полша според договора за ненападение между Германия и СССР, наречен Пакт Рибентроп-Молотов. Чуйков също служи и в злополучната за СССР Зимна война във Финландия, където много по-малкото на брой финландци успяват да нанесат тежки загуби на руснаците. Това е моментът, когато за първи път прозират дълбоки пропуски във военната тактика на руснаците.
Когато Операция Барбароса е започната, Чуйков изпълнява функциите на военно аташе в Китай, от където е отзован през ранната 1942 и е назначен за заместник-командир на съветската 64-та армия. Дотогава в кариерата си Чуйков е известен като изключително строг и сприхав офицер, непозволяващ никакво неподчинение. С отбраната на Сталинград обаче той спечелва огромната си слава.
През април 1943 г. е назначен за командир на 8-а гвардейска армия, която е ръководил в битки в Украйна и Беларус. През 1946 г. е избран за депутат на Върховния съвет на СССР, а след края на войната заема поста на помощник-заместник и първи заместник на главнокомандващия съветските армии. От 1949 г. е главнокомандващ на групата съветски войски в Германия, а после става и член на Централния комитет (ЦК) на КПСС.
След смъртта на Сталин е назначен за командващ войските на Киевския военен окръг, което в този момент от кариерата му е понижение. В периода от 1960 до 1964 г. е министър на отбраната на СССР и главнокомандващ сухопътните войски. В периода между 1961 до 1972 е началник на гражданската отбрана на СССР, а после е един от групата генерални инспектори на министерството на отбраната на СССР.
Автор е на осем мемоарни книги. Погребан е на хълма Мамаев курган във Волгоград.